# 聖ヨドクス

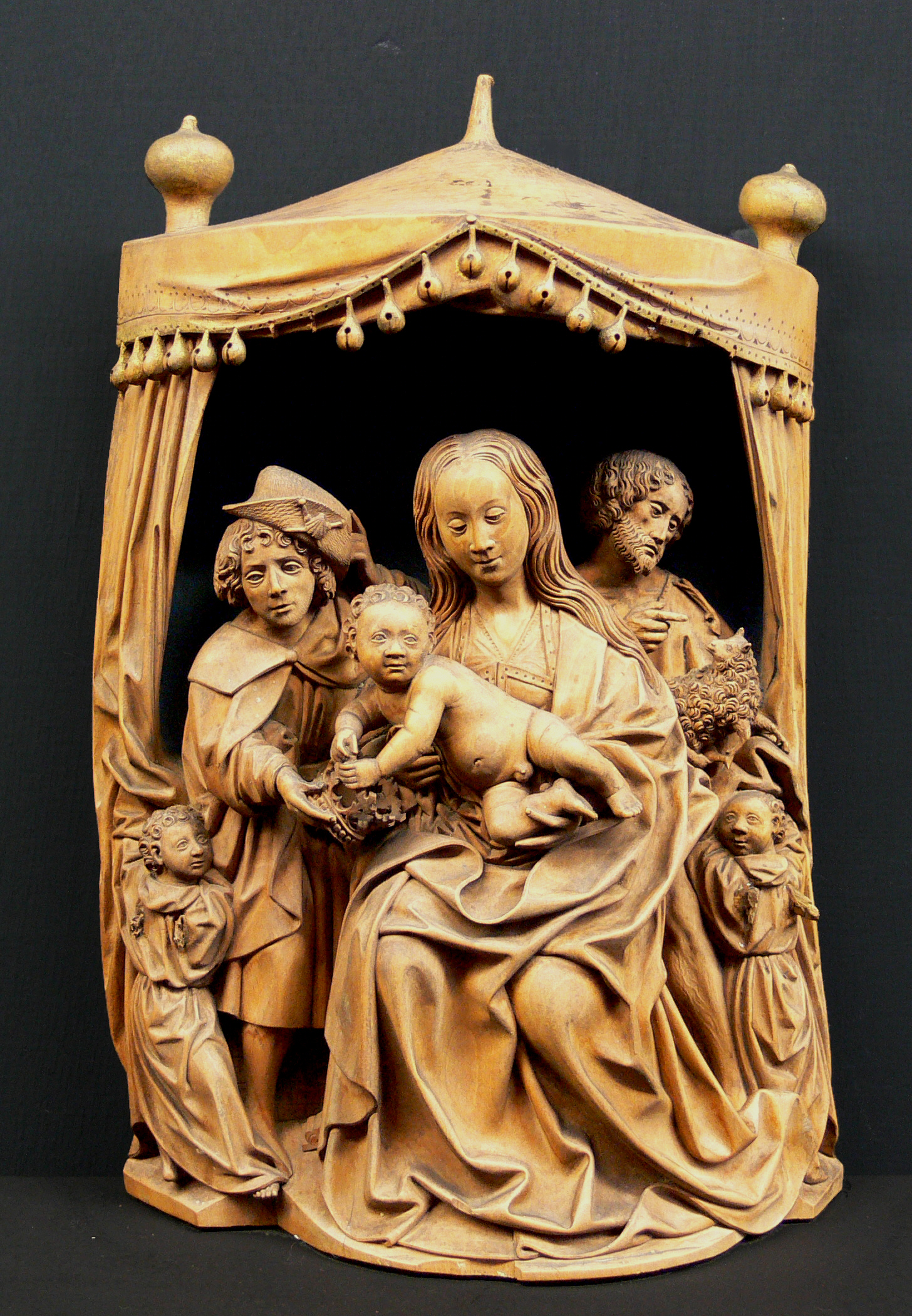
幼児イエスに王冠を渡す聖ヨドクス(Muttergottes zwischen St. Jodok und Johannes dem Täufer、オランダ、1490年頃、 バイエルン国立博物館；Inv. Nr. MA 1793)

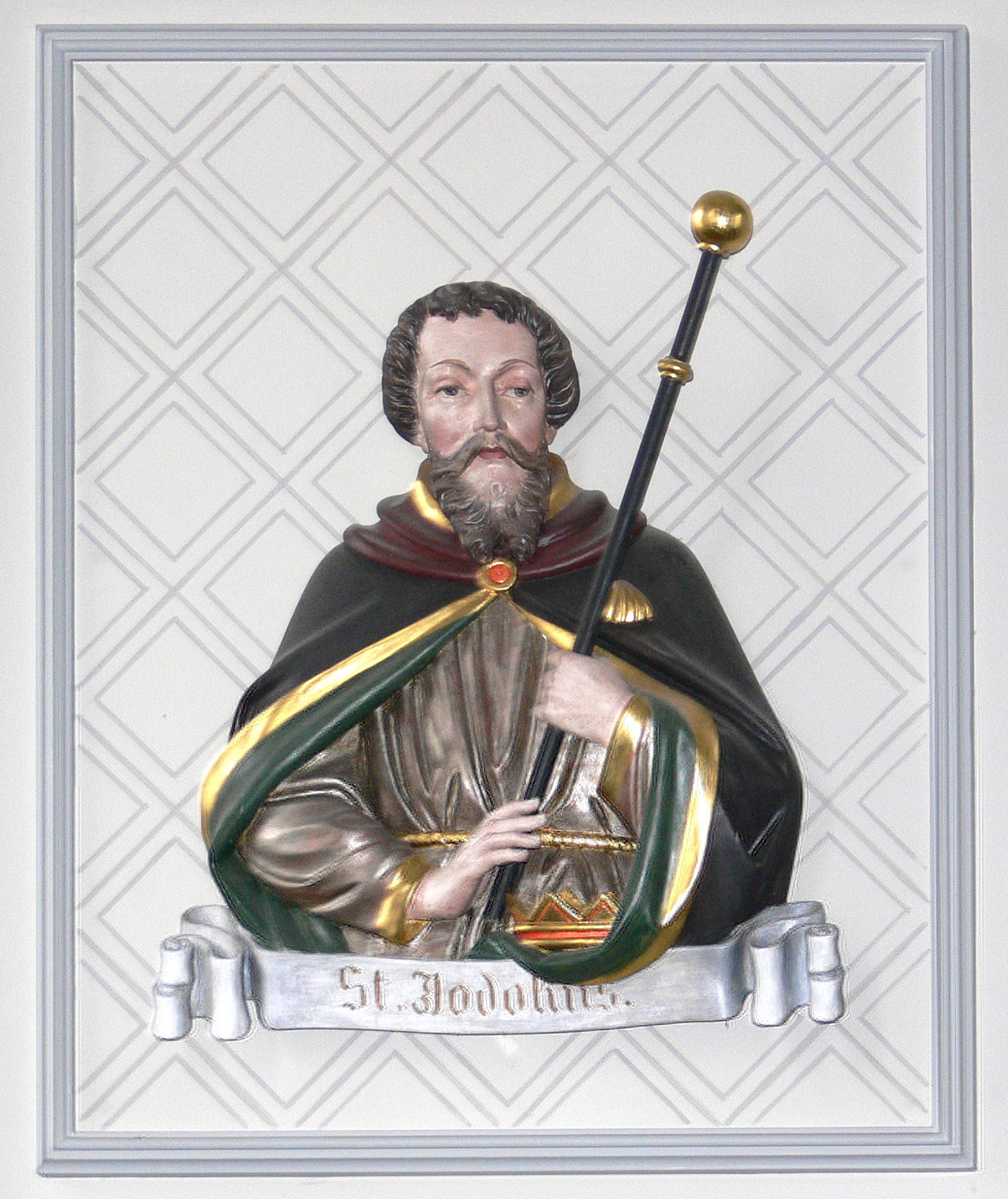
Moriz Schlachterによる聖ヨドクスの胸像（1889年頃）、ラーヴェンスブルクの聖クリスティーナ教区教会

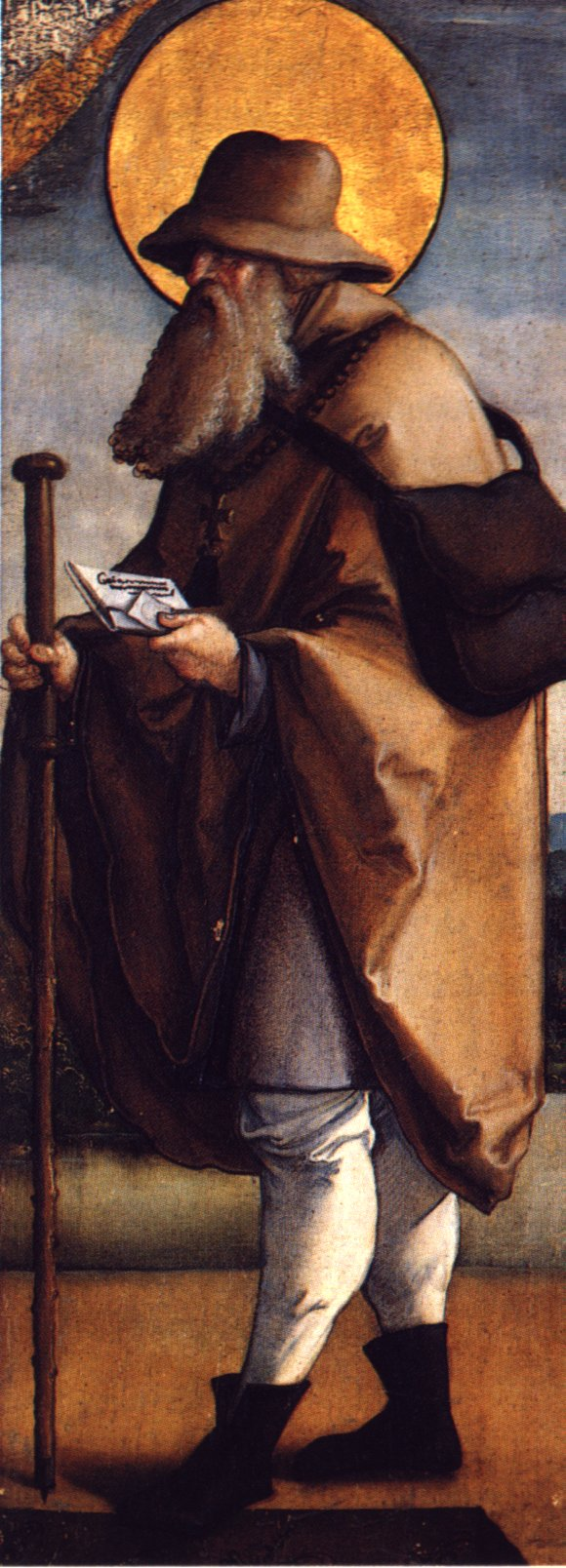
マイスター・フォン・メスキルヒによる聖ヨドクスの描写、メスキルヒの聖マルティン教会の旧脇祭壇の翼部

聖ヨドクス（Jodocus, ブルトン語：Iodoc, ラテン語：Judocus）は修道院の創設者、隠者、巡礼者。ヨードク（Jodok）、ヨスト（Jost）、ヨースト（Joost）、ヨース（Joos）、ジョス（Josse）、ジョイス（Joyce）などとも呼ばれる。7世紀に今日の北フランスに住んでいた。カトリック教会で聖人として崇敬されている。

## 生涯
ヨドクスは王侯の末裔として600年あるいは610年頃ブルターニュのGaëlで生まれた。ブルトン王Juthaelの息子で聖ユディカエルの兄弟であった。640年頃に世俗の統治権を放棄したと言われており、ポンティユー公ハイモンのもとで司祭を勤めた。隠者として8年間Brahicで過ごし、652年から13年間、ピカルディのRuniacで司祭をしていた。665年にRuniacに創設した隠者の庵は、後のサン＝ジョス＝シュル＝メール（Saint-Josse-sur-Mer）のベネディクト会修道院の礎となった。後年にローマへ巡礼し、帰郷ののち隠者としてRuniacなどで過ごしたとされる。ヨドクスは670年頃に亡くなった。669年に没したとされることが多いが668年あるいは675年とも伝えられる。

## 崇敬
ヨドクスの生涯について800年過ぎにはすでに筆者不明の文書が伝えられている。最古の筆者不明の伝記は二つの写本に保存されている。 (Rouen U 26, U 32)
聖ヨドクス崇敬はベネディクト会の祈祷兄弟会を通じて早くからドイツ語圏にも達した。例えばトリーアのザンクト・マクシミン修道院、848年に殉教者伝を書き上げたヴァンダルベルトのいたプリュム修道院、そしてヴァルバーベルクへ至った。
9世紀初期にヨドクスの亡骸はイギリスへ辿り着き、少なくとも数十年後にウィンチェスターのハイド修道院で再発見されたとされており、977年7月25日にサン＝ジョス＝シュル＝メールに移された。そのためサン＝ジョスは巡礼地となり、12～13世紀まで最も重要なヨーロッパの巡礼目的地の一つだった。巡礼についてはフーゴ・フォン・トリムベルクが1296年から1313年に書いた叙事詩『Renner』の中で言及されている。最も知られた中世の民衆本、13世紀にヤコブス・デ・ウォラギネがまとめた『黄金伝説』の付録にも聖ヨドクスの記述が見られる。
聖ヤコブやミラのニコラオスのように巡礼者、旅人そして船乗りの守護聖人と見なされているほか、聖ロクスと同じく熱病やペストに対する救援者とされる。またパン焼き職人、盲人や病人の守護聖人とも言われている。巡礼路沿いの教会や礼拝堂、特に病院はしばしば聖ヨドクスの名前で聖別された。
彼の名前は、ザンクト・ヨプスト、ザンクト・ヨスト、ザンクト・ヨードク、ヨプスト、ヨストベルクなど多くの地名に用いられている。ヨドクス教会があるインメンシュタート・アム・ボーデンゼーの紋章は、聖ヤコブの貝と聖ヨドクスの持物である巡礼者の杖と王冠からなる。歴史的な貨物船レディーネ（Lädine）の模造船の名前「St. Jodok」も船乗りの守護聖人であり土地の守護聖人のヨドクスにちなんだものである。
宗教改革の時代までオーディスハイムとシュティンシュテットの間の湿原にザンクト・ヨースト礼拝堂があった。北ヨーロッパの大部分から巡礼者たちがこの礼拝堂を訪れた。そのためシュティンシュテットは聖ヨドクスを紋章に取り入れている。
ランゲンフェルトのザンクト・ヨスト巡礼礼拝堂への巡礼は今も残っている。テンネスベルクでは、1796年の誓願以来、毎年7月の第四日曜日にザンクト・ヨードク・リット（Sankt-Jodok-Ritt）が行われている。ザンクト・ヨードク・リットはバイエルンで二番目に大きな馬の巡礼である。
シュルンスでは教会の守護聖人で、待降節第三主日のガウデーテに聖人の祝日が祝われている。祝日の礼拝の後に教会広場で大きなマーケットが開かれる。教区教会の大祭壇の下の匣の中に聖ヨドクスの聖遺物が納められている。
聖ヨドクスの記念日は12月13日である。

## 芸術の主題としてのヨドクス
ヨドクスは芸術作品の中で隠者、司祭あるいは巡礼者として描かれる。ほぼ常に描かれる足下の王冠は王権の放棄を示している。杖を地面に突き刺し、そこから泉が湧いている描写も見られる。
アントン・ブルックナーは1855年にカンタータ『St. Jodok, Spross aus edlem Stamm』を作曲した。

## 紋章学

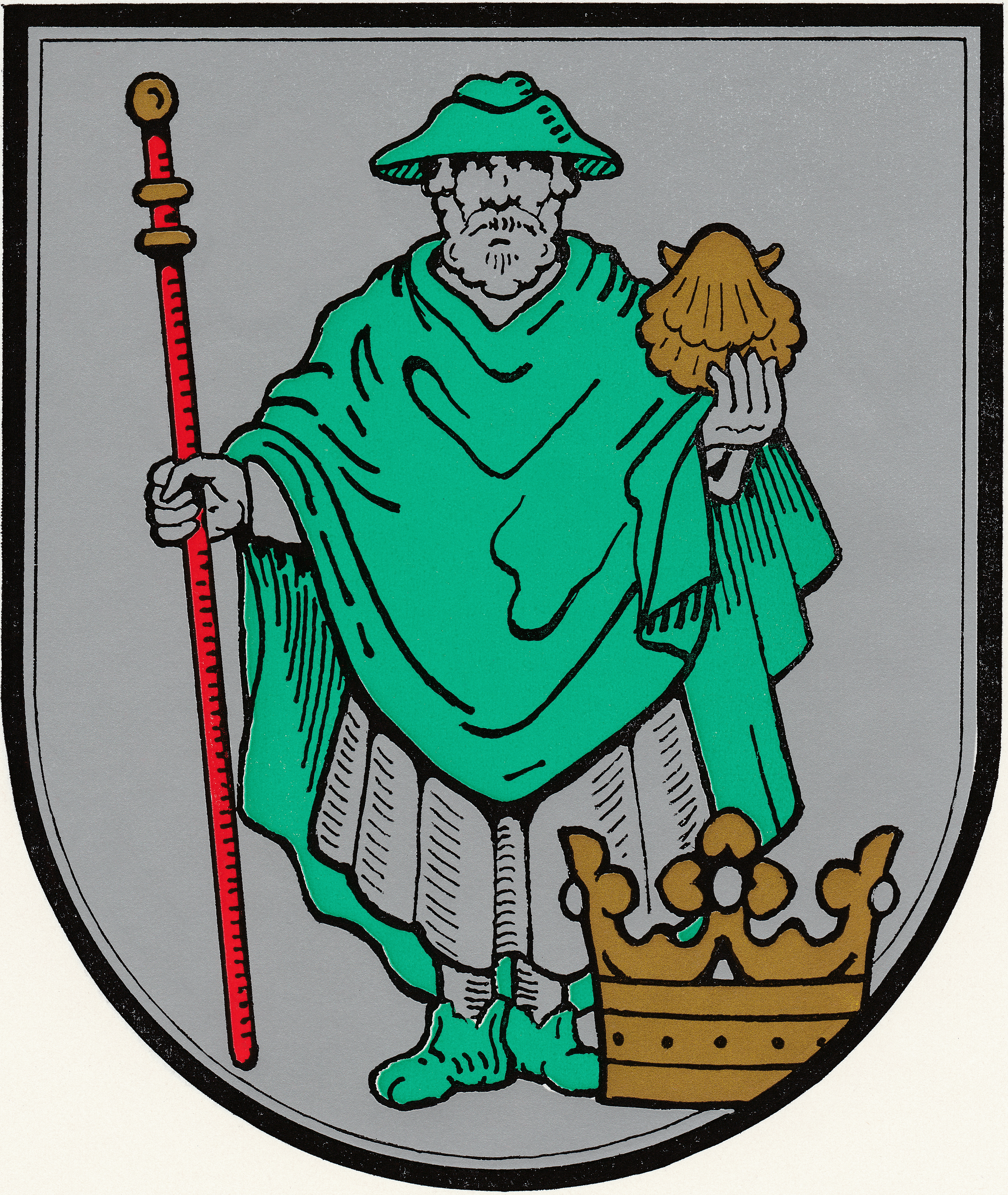
シュティンシュテットの紋章
インメンシュタート・アム・ボーデンゼーの紋章

## 文学
- Christoph Daxelmüller: Jodokus, hl. In: Lexikon des Mittelalters, Band 5. Metzler, Stuttgart 1999, ISBN 3-476-01742-7, Sp. 493f.
- Andreas Haasis-Berner: St. Jodokus in Konstanz zu einem neugefundenen Pilgerzeichen. Institut für Ur- und Frühgeschichte Freiburg, o. J. (ca. 1995–2000, Online-Publikation)
- Hubert Le Bourdèlles: Vie de St. Josse. Edition et commentaire. 1996
- Albert Leroy: Itinéraire touristique. Histoire de l’abbaye de Saint-Josse-sur-mer. Dossiers historiques et archéologiques de la Société des Amis du Passé, Berck 1972
- Karl Mühlek: Jodok. In: Biographisch-Bibliographisches Kirchenlexikon (BBKL). Band 3, Bautz, Herzberg 1992, ISBN 3-88309-035-2, Sp. 130–131. (Artikel/Artikelanfang im Internet-Archive)
- Jost Trier: Der Heilige Jodocus. Sein Leben und seine Verehrung. Zugleich ein Beitrag zur Geschichte der deutschen Namengebung. M. & H. Marcus, Breslau 1924 (Nachdruck: Olms, Hildesheim 1977 und 2008, ISBN 978-3-487-06210-5)